# تومور موسینی تخمدان

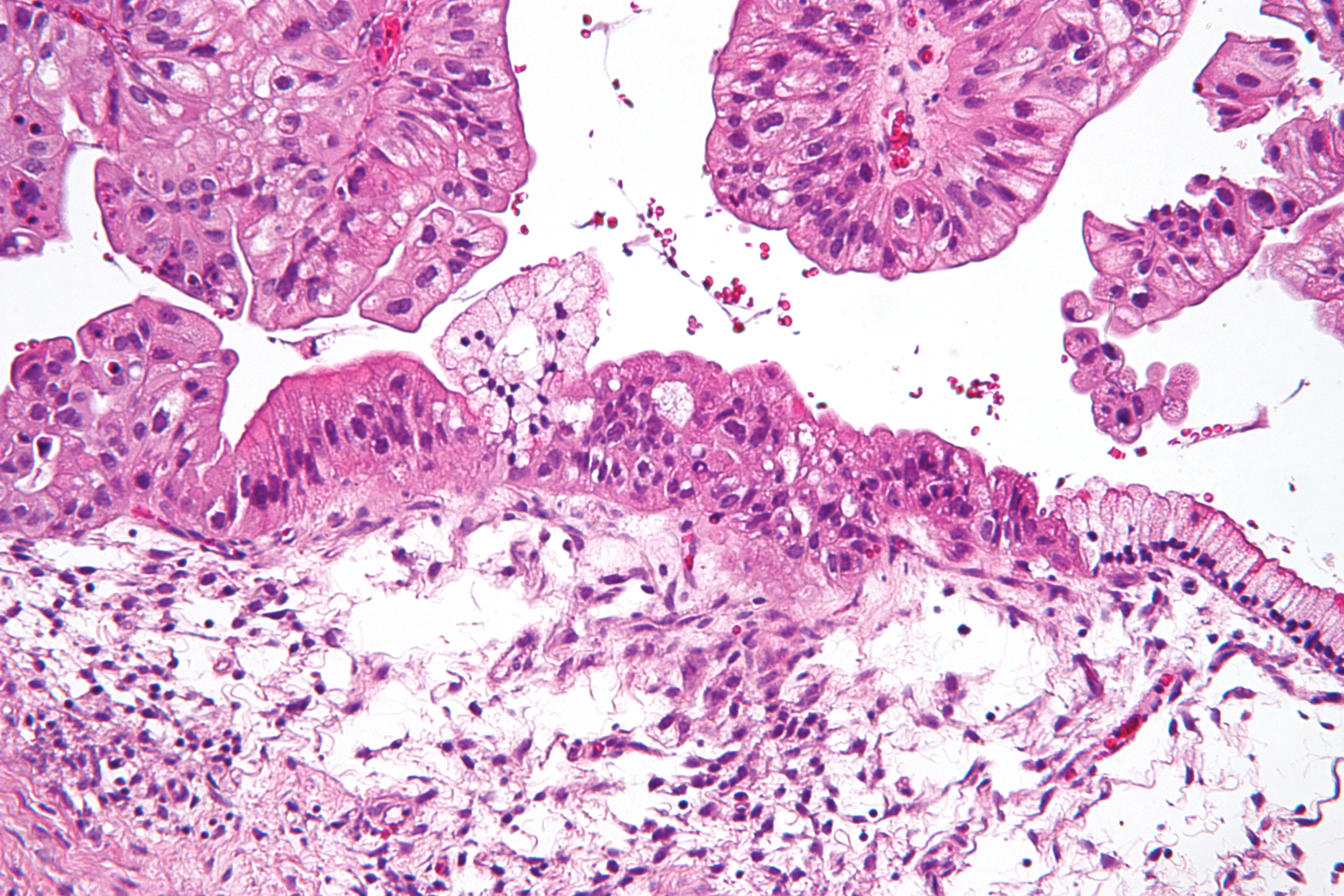
عکاسی ریزنگاری از تومور موسینی تخمدان با استفاده از رنگ‌آمیزی هماتوکسیلین-ائوزین.

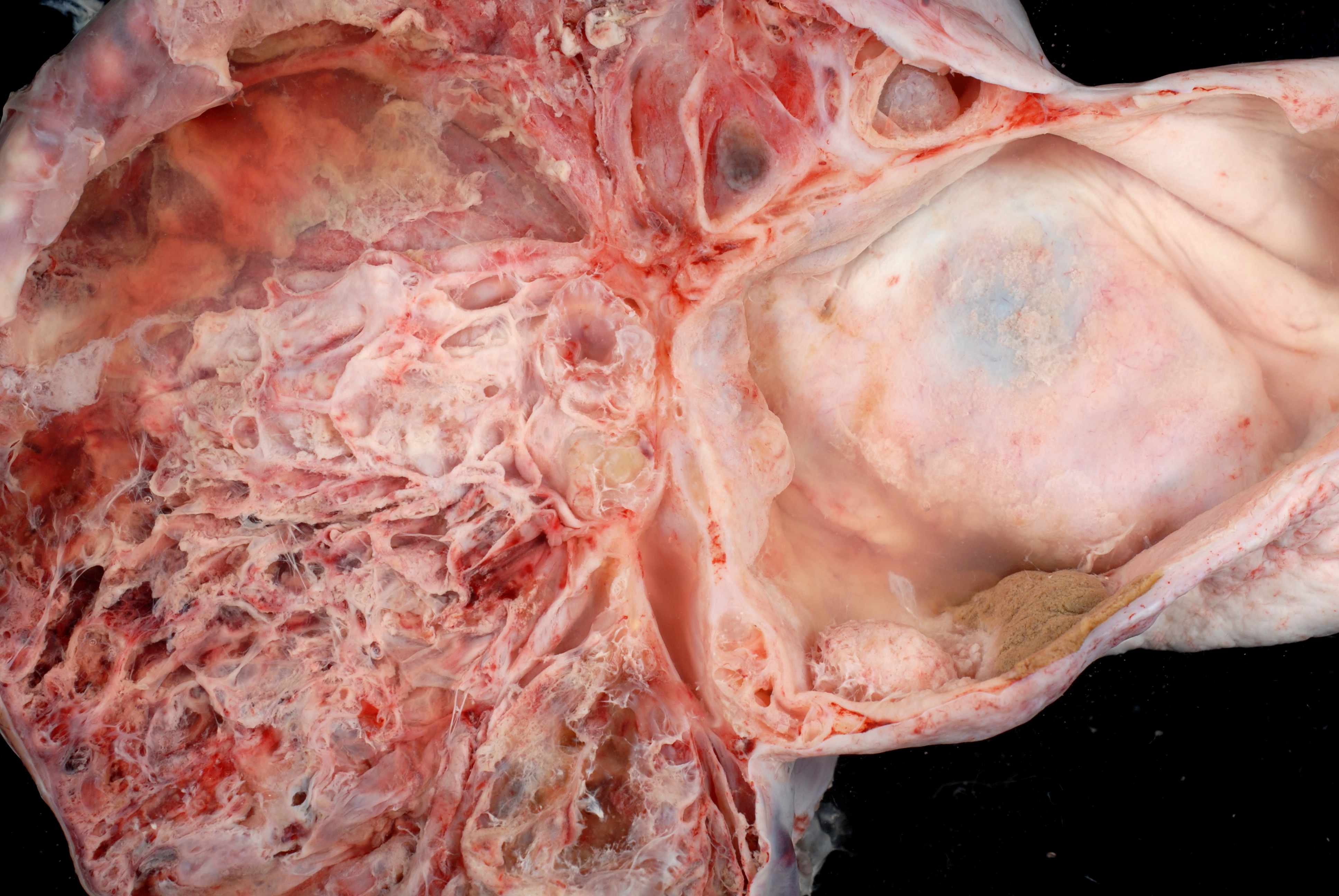
نمونه پاتولوژی تومور موسینی تخمدان.

تومور موسینی تخمدان (انگلیسی: Ovarian mucinous tumor) نوعی تومور از خانوادهٔ تومورهای استرومائی-اپیتلیومی سطحی سرطان تخمدان هستند که تقریباً ۳۶٪ از کل تومورهای تخمدان را تشکیل می‌دهند. از این میان، تقریباً ۷۵٪ خوش‌خیم، ۱۰٪ بینابینی و ۱۵٪ بدخیم هستند. به ندرت، تومور به صورت دوطرفه دیده می‌شود. (تقریباً ۵ درصد از تومورهای موسینی اولیه دوطرفه هستند).
تومورهای خوش‌خیم موسینی معمولاً چند حفره‌ای هستند (دارای چندین لوب) و کیست‌ها دارای پوشش صافی از اپیتلیوم هستند که شبیه سلول‌های بافت پوششی دهانه رحم با تعداد کمی سلول‌های اپیتلیومی از نوع دستگاه گوارش است. تومورهای موسینی بینابینی و بدخیم اغلب دارای پاپیلا و نواحی توپُر هستند. همچنین ممکن است خونریزی و نکروز وجود داشته باشد.
شواهد فراوانی وجود دارد که بدخیمی ممکن است فقط به صورت کانونی در تومورهای موسینی تخمدان وجود داشته باشد، بنابراین نمونه‌برداری کامل ضروری است. (پزشک باید از نواحی مختلفی از تومور نمونه‌گیری کند و نه فقط از یک تا دو قسمت).
وجه تمایز اصلی تومورهای موسینی این است که تومورها با یک ماده موکوس‌مانند پر شده‌اند. این مخاط توسط سلول‌های جامی‌شکل ترشح کننده موسین (بسیار شبیه به سلول‌های پوششیی روده سالم) تولید می‌شود.
این تومورها ممکن است بسیار بزرگ شوند به نحوی که برخی از آنها تا ۲۵ کیلوگرم هم وزن داشته‌اند.
نرخ بقای ۱۰ ساله بیمار در تومورهای موسینی در غیاب متاستاز عالی است. در مورد تومورهای بینابینی محدود به تخمدان و تومورهای بدخیم بدون متاستاز، میزان بقا ۹۰٪ یا بیشتر است. در سیست‌آدنوکارسینوم موسینی، میزان بقا تقریباً ۳۰٪ است. بقای بیمار هنگامی که سرطان متاستاز داده، بین ۱۲ تا ۳۰ ماه است.